# LongRun
A LongRun és a LongRun2 a Transmeta Corporation által bevezetett energiagazdálkodási technológiák, amelyeket a cég a saját processzoraiban való használatra fejlesztett ki. A LongRun a Crusoe processzorban, míg a LongRun2 a Efficeon processzorban jelent meg. 2005. április 1-én a Transmeta hivatalosan bejelentette, hogy nem fejleszt többé újabb processzorokat és a továbbiakban a jövőorientált technológiák fejlesztésére koncentrál, amibe a LongRun2 is beletartozik. A LongRun2 technológiát ezután a Fujitsu, NEC, Sony Corporation, Toshiba, és Nvidia cégeknek licencelték.
A LongRun automatikusan vezérli a processzort, a nagyobb teljesítményű, de nagyobb fogyasztású, és a kisebb fogyasztású, de kisebb teljesítményű üzemmódok között mozogva. Az automatikus szabályozás céljai beállíthatók. Az egyik szabályozási lehetőség a processzor frekvenciaszintjeinek változtatásával működik, és lehetőséget ad egy minimum és maximum „ablak” beállítására, ahol az automatikus vezérlés nem állítja a sebességet az ablakon kívül. Egy második szabályzó „gazdaságos” vagy „teljesítményorinentált” célokat kínál. Néhány változatban egy harmadik szabályzó is elérhető volt, ami a processzor működését az energiafogyasztás, nem pedig a sebesség alapján szabályozza.
A LongRun elsősorban az órajel csökkentésén és a processzornak biztosított feszültség változtatásán alapul; ez a fajta teljesítményszabályozás újabban DVFS – dinamikus feszültség- és frekvenciaskálázás – néven ismert. Az alacsonyabb frekvencia csökkenti a teljesítményt, de mellette lehetőség van a feszültség csökkentésére is, és ezekkel elérhető az energiamegtakarítás, vagy a hatékonyság javulása is. A LongRun2 tovább fejlesztette a technológiát, beavatkozva a processzor gyártási folyamatába. A processzorok méretének csökkenésével együtt jár a szivárgási áramok növekedése, melyek a processzor energiafogyasztását növelik, miközben a teljesítményt nem. A tranzisztorok küszöbfeszültségének szabályozásával csökkenthető a szivárgás. A gyártási folyamatban minimalizálhatók a szivárgási áramok, ami javítja a teljesítményt és csökkenti a fogyasztást.
Ezek a technológiák az AMD Cool'n'Quiet, PowerNow! és az Intel Speedstep technológiáival hasonlíthatóak össze. A LongRun technológiák alapvetően az energiatakarékos mobil eszközökben, notebookokban történő alkalmazást célozták, finomabb szabályozást tettek lehetővé és nagyobb hangsúlyt kapott bennük a szoftveres vezérlés.

## Fordítás
Ez a szócikk részben vagy egészben  a   LongRun című angol Wikipédia-szócikk ezen változatának fordításán alapul.  Az eredeti cikk szerkesztőit annak laptörténete sorolja fel. Ez a jelzés csupán a megfogalmazás eredetét és a szerzői jogokat jelzi, nem szolgál a cikkben szereplő információk forrásmegjelöléseként.